# 皮希纳斯
皮希纳斯（義大利語：Piscinas），是意大利撒丁大区南撒丁省的一个市镇。总面积14平方公里，人口851人，人口密度60.8人/平方公里（2009年）。ISTAT代码为107015。